# Henry Deringer
Henry Deringer (ur. 26 października 1786 w Easton, zm. 28 lutego 1868 w Filadelfii) – amerykański konstruktor broni. W 1806 roku założył w Filadelfii fabrykę, która produkowała broń m.in. dla amerykańskiej armii. Wśród produkowanej broni znalazły się kieszonkowe pistolety nazwane deringerami, popularne szczególnie w latach 50. XIX wieku.